# Enrique Iglesias: 95/08 éxitos
Enrique Iglesias: 95/08 éxitos es el título del quinto álbum recopilatorio grabado por el cantautor español Enrique Iglesias. Fue lanzado al mercado por la empresa discográfica Universal Music Latino el 25 de marzo de 2015. En él aparecen los 17 éxitos que llegaron al primer lugar del Billboard Hot Latin Tracks y 2 nuevas canciones, ¿Dónde están corazón? y Lloro por ti. La primera canción para promocionar el álbum, ¿Dónde están corazón?, Se convirtió en el decimoctavo número uno para el artista y Lloro por ti también alcanzó el número uno en esa lista.
El álbum fue lanzado en dos formatos, edición estándar con 12 sencillos número 1, más 2 nuevas canciones y la edición de lujo con diecisiete canciones número uno, dos nuevas canciones, un DVD con ocho vídeos musicales y una entrevista grabada durante la gira mundial "Insomniac World Tour".
El 6 de mayo de 2015, la RIAA certificó el álbum Doble platino en los Estados Unidos y las ventas totales de álbumes son de alrededor de 1 000 000 de copias.

## Lista de canciones edición estándar
| Standard edition |                                    |          |  |
| N.º              | Título                             | Duración |  |
| 1.               | «Experiencia religiosa»            | 5:28     |  |
| 2.               | «Si tú te vas»                     | 4:00     |  |
| 3.               | «Por Amarte»                       | 4:05     |  |
| 4.               | «Enamorado Por Primera Vez»        | 4:28     |  |
| 5.               | «Sólo En Ti»                       | 3:31     |  |
| 6.               | «Nunca te olvidaré»                | 4:23     |  |
| 7.               | «Bailamos» (from "Wild Wild West") | 3:38     |  |
| 8.               | «Ritmo Total»                      | 3:29     |  |
| 9.               | «Héroe»                            | 4:23     |  |
| 10.              | «Mentiroso»                        | 3:55     |  |
| 11.              | «Quizás»                           | 4:11     |  |
| 12.              | «Dímelo»                           | 3:38     |  |
| 13.              | «¿Dónde Están Corazón?»            | 4:18     |  |
| 14.              | «Lloro por ti»                     | 4:07     |  |

## Lista de canciones edición de lujo
1. Experiencia religiosa.
2. Si tú te vas.
3. Por amarte.
4. No llores por mí.
5. Trapecista.
6. Enamorado por primera vez.
7. Solo en ti.
8. Miente.
9. Esperanza.
10. Nunca te olvidaré.
11. Bailamos.
12. Ritmo total.
13. Héroe.
14. Mentiroso.[2]
15. Quizás.
16. Para qué la vida.
17. Dímelo.
18. ¿Dónde están corazón?

DVD
1. Bailamos (Remix)
2. Ritmo total (Rhythm Divine)
3. Héroe
4. Escapar
5. Mentiroso
6. Dímelo
7. Alguien soy yo
8. ¿Dónde están corazón?
9. Entrevista con Enrique Iglesias

## Posicionamiento
| Listas (2008)                   | Posición | Ventas  |
| ------------------------------- | -------- | ------- |
| Argentine Album Chart           | 1        |         |
| Mexican Album Chart             | 2        | 200 000 |
| Portugal Album Chart            | 1        | 20 000  |
| Spanish Album Chart             | 12       | 30 000  |
| U.S. Billboard Top Latin Albums | 1        |         |
| U.S. Billboard Latin Pop Albums | 1        |         |
| U.S. Billboard 200              | 18       | 400 500 |
| Greek Album Chart               | 7        |         |
| Russian Album Chart             | 5        | 20 000  |

### Sucesión y posicionamiento
| Predecesor: Te quiero: Romantic Style In Da World de Flex | U.S. Billboard Top Latin Albums — Álbum N°. 1 12 de abril de 2008 - 16 de mayo de 2008 | Sucesor: Arde el cielo de Maná |

| Predecesor: Todo cambió de Camila               | U.S. Billboard Latin Pop Albums — Álbum N°. 1 (Primera vuelta) 12 de abril de 2008 - 16 de mayo de 2008         | Sucesor: Arde el cielo de Maná               |
| Predecesor: Arde el cielo de Maná               | U.S. Billboard Latin Pop Albums — Álbum N°. 1 (Segunda vuelta) 5 de julio de 2008 - 12 de septiembre de 2008    | Sucesor: Palabras del silencio de Luis Fonsi |
| Predecesor: Palabras del silencio de Luis Fonsi | U.S. Billboard Latin Pop Albums — Álbum N°. 1 (Tercera vuelta) 8 de noviembre de 2008 - 21 de noviembre de 2008 | Sucesor: Palabras del silencio de Luis Fonsi |
| Predecesor: Palabras del silencio de Luis Fonsi | U.S. Billboard Latin Pop Albums — Álbum N°. 1 (Cuarta vuelta) 29 de noviembre de 2008 - 5 de diciembre de 2008  | Sucesor: 5to piso de Ricardo Arjona          |